# The Monument (mässhall)
The Monument, tidigare Rushmore Plaza Civic Center, är en mässhall som består av två inomhusarenor i den amerikanska staden Rapid City i delstaten South Dakota. Den ena (Barnett Arena) har en publikkapacitet på 10 000 åskådare medan den andra (Ice Arena) har en publikkapacitet på mellan 5 119 och 7 000 åskådare beroende på arrangemang. Mässhallen ägs och underhålls av staden Rapid City. Bygget av The Monument inleddes 1975 och invigningen skedde den 21 juni 1977 med Elvis Presley som dragplåster och spelningen var hans näst sista innan han avled. Ishockeylaget Rapid City Rush använder Ice Arena som sin hemmaarena.